# Kids' Choice Awards 2020
La 32ª edizione dei Nickelodeon Kids' Choice Awards si è tenuta il 2 maggio 2020, presso il Forum di Inglewood, in California, ospitato da Victoria Justice e andata in onda in diretta su Nickelodeon USA.
Le candidature sono state annunciate il 13 febbraio 2020 tramite un video pubblicato sui social media della rete e condotto dalle youtuber Annie e Hayley LeBlanc; la votazione è terminata il 22 marzo 2020.
In linea con le misure di contenimento della pandemia di COVID-19, i vincitori non erano fisicamente presenti all'evento, bensì collegati in remoto tramite videochiamata.
La cerimonia ha visto inoltre l'esibizione del cantante statunitense Asher Angel e la proiezione di un episodio delle serie televisive Danger Force e Tyler Perry's Young Dylan.

## Candidature USA
I vincitori sono indicati in grassetto.

### Cinema

#### Film preferito
- Avengers: Endgame, regia di Anthony e Joe Russo
  - Aladdin, regia di Guy Ritchie
  - Captain Marvel, regia di Anna Boden e Ryan Fleck
  - Jumanji: The Next Level, regia di Jake Kasdan
  - Spider-Man: Far from Home, regia di Jon Watts
  - Star Wars - L'ascesa di Skywalker (Star Wars: The Rise of Skywalker), regia di J. J. Abrams.

#### Attore cinematografico preferito
- Dwayne Johnson - Jumanji: The Next Level
  - Chris Evans - Avengers: Endgame
  - Kevin Hart - Jumanji: The Next Level
  - Chris Hemsworth - Avengers: Endgame
  - Tom Holland - Spider-Man: Far from Home
  - Will Smith - Aladdin

#### Attrice cinematografica preferita
- Dove Cameron - Descendants 3
  - Scarlett Johansson - Avengers: Endgame
  - Angelina Jolie - Maleficent - Signora del male
  - Brie Larson - Avengers: Endgame/ Captain Marvel
  - Taylor Swift - Cats
  - Zendaya - Spider-Man: Far from Home

#### Supereroe preferito
- Tom Holland - Spider-Man: Far from Home
  - Robert Downey Jr. - Avengers: Endgame
  - Chris Evans - Avengers: Endgame
  - Chris Hemsworth - Avengers: Endgame
  - Scarlett Johansson - Avengers: Endgame
  - Brie Larson - Avengers: Endgame/Captain Marvel

#### Film d'animazione preferito
- Frozen II - Il segreto di Arendelle (Frozen II), regia di Chris Buck e Jennifer Lee
  - Angry Birds 2 - Nemici amici per sempre (The Angry Birds Movie 2), regia di Thurop Van Orman e John Rice
  - The LEGO Movie 2 - Una nuova avventura (The Lego Movie 2: The Second Part), regia di Mike Mitchell
  - Il re leone (The Lion King), regia di Jon Favreau
  - Pets 2 - Vita da animali (The Secret Life of Pets 2), regia di Chris Renaud
  - Toy Story 4, regia di Josh Cooley

#### Doppiatore preferito
- Josh Gad - Frozen II - Il segreto di Arendelle e Angry Birds 2 - Nemici amici per sempre
  - Chris Pratt - The LEGO Movie 2 - Una nuova avventura
  - Kevin Hart - Pets 2 - Vita da animali
  - Tom Hanks - Toy Story 4

#### Doppiatrice preferito
- Beyoncé - Il re leone
  - Idina Menzel - Frozen II - Il segreto di Arendelle
  - Kristen Bell - Frozen II - Il segreto di Arendelle
  - Tiffany Haddish - Pets 2 - Vita da animali E The LEGO Movie 2 - Una nuova avventura

### Televisione

#### Serie TV per ragazzi preferita
- Henry Danger
  - Una serie di sfortunati eventi
  - All That
  - Summer Camp
  - A casa di Raven

#### Serie TV per famiglie preferita
- Stranger Things
  - Le amiche di mamma
  - Modern Family
  - The Big Bang Theory
  - The Flash
  - Power Rangers Beast Morphers
  - Young Sheldon
  - I Simpson

#### Attrice televisiva preferita
- Millie Bobby Brown - Stranger Things
  - Candace Cameron - Le amiche di mamma
  - Ella Anderson - Henry Danger
  - Peyton List: Summer Camp
  - Raven-Symoné: A casa di Raven
  - Riele Downs: Henry Danger

#### Attore televisivo preferito
- Jace Norman - Henry Danger
  - Abraham Rodriguez - Power Rangers Beast Morphers
  - Caleb McLaughlin - Stranger Things
  - Jim Parsons - The Big Bang Theory
  - Joshua Bassett - High School Musical: The Musical: La serie
  - Karan Brar - Summer Camp

#### Reality show preferito
- America's Got Talent
  - American Ninja Warrior
  - America's Funniest Home Videos
  - MasterChef Junior
  - The Masked Singer
  - The Voice

#### Presentatore TV preferito
- Ellen DeGeneres - Ellen's Game of Games
  - Tyra Banks - America's Got Talent
  - Nick Cannon e JoJo Siwa - Lip Sync Battle Shorties
  - Kevin Hart - TKO: Total Knock Out
  - Liza Koshy e Marc Summers - Double Dare
  - Ryan Seacrest - American Idol

#### Serie animata preferita
- SpongeBob
  - Alvinnn!!! e i Chipmunks
  - Lo straordinario mondo di Gumball
  - A casa dei Loud
  - Teen Titans Go!

### Musica

#### Gruppo musicale preferito
- BTS
- Fall Out Boy
- Jonas Brothers
- Maroon 5
- Panic! at the Disco
- The Chainsmokers

#### Cantante maschile preferito
- Shawn Mendes
- Ed Sheeran
- Justin Bieber
- Lil Nas X
- Marshmello
- Post Malone

#### Cantante femminile preferito
- Ariana Grande
- Beyoncé
- Billie Eilish
- Katy Perry
- Selena Gomez
- Taylor Swift

#### Canzone preferita
- Bad Guy – Billie Eilish
- 7 Rings – Ariana Grande
- Memories – Maroon 5
- Old Town Road – Lil Nas X
- Sucker – Jonas Brothers
- You Need to Calm Down – Taylor Swift

#### Artista esordiente preferito
- Lil Nas X
- City Girls
- DaBaby
- Lewis Capaldi
- Lizzo
- Megan Thee Stallion

#### Collaborazione preferita
- Señorita – Shawn Mendes e Camila Cabello
- 10,000 Hours – Justin Bieber e Dan + Shay
- I Don't Care – Ed Sheeran e Justin Bieber
- Me! – Taylor Swift featuring Brendon Urie
- Old Town Road (Remix) – Lil Nas X featuring Billy Ray Cyrus
- Sunflower – Post Malone e Swae Lee

#### Stella social della musica preferita
- JoJo Siwa
- Asher Angel
- Blanco Brown
- Johnny Orlando
- Mackenzie Ziegler
- Max and Harvey

#### Stella globale della musica preferita
- Taylor Swift (Nord America)
- BTS (Asia)
- Dua Lipa (Regno Unito)
- J Balvin (Sud America)
- Rosalía (Europa)
- Sho Madjozi (Africa)
- Tones and I (Australia)

### Sport

#### Celebrità sportiva maschile preferita
- LeBron James
- Cristiano Ronaldo
- Patrick Mahomes
- Shaun White
- Stephen Curry
- Tom Brady

#### Celebrità sportiva femminile preferita
- Alex Morgan
- Lindsey Vonn
- Megan Rapinoe
- Naomi Ōsaka
- Serena Williams
- Simone Biles

### Miscellanea

#### Videogioco preferito
- Minecraft
- Fortnite
- Mario Kart Tour
- Super Smash Bros. Ultimate

#### Gamer preferito
- SSSniperwolf
- DanTDM
- GamerGirl
- Ninja
- PrestonPlayz

#### Celebrità maschile dei social preferita
- David Dobrik
- Coyote Peterson
- Dolan Twins
- Dude Perfect
- MrBeast
- Ryan's World

#### Celebrità femminile dei social preferita
- Annie LeBlanc
- Emma Chamberlain
- Lilly Singh
- Liza Koshy
- Miranda Sings
- Merrell Twins

### Premio speciale "Generation Change"
- LeBron James

## Candidature internazionali
I vincitori sono indicati in grassetto.

### Italia

#### Cantante preferito
- Mahmood
- Alberto Urso
- Anastasio
- Fred De Palma
- Random

#### Celebrità su Internet preferita
- Valeria Vedovatti
- Alice De Bortoli
- Mariasole Pollio
- Sespo
- Sofia Dalle Rive

#### Nuova celebrità preferita
- Cecilia Cantarano
- Giulia Savulescu
- Maddalena Sarti
- Nicolò Robbiano
- Rebecca Gradoni

### Africa

#### Celebrità preferita
- Sho Madjozi
- Patricia Kihoro
- Shekhinah
- Teni

#### Celebrità dei social preferita
- Prev Reddy (Aunty Shamilla)
- Anne Kansiime
- Chanè Grobler
- DJ Cuppy

### Australia e Nuova Zelanda

#### Celebrità dello sport preferita
- Ash Barty
- Ben Simmons
- Ellyse Perry
- Mack Horton
- TJ Perenara

#### Creatore musicale preferito
- 5 Seconds of Summer
- Benee
- Dean Lewis
- Six60
- Tones and I

#### Creatore di contenuti preferito
- Georgia Productions
- Eystreem
- Harvey Petito
- Johnny Tuivasa-Sheck
- Mariam Star

### Belgio

#### Celebrità preferita
- Steffi Mercie
- IBE
- Jade de Rijcke
- Nour e Fatma

### Belgio e Paesi Bassi

#### Talento emergente preferito
- Camille Dhont
- Amira Tahri
- Ridder van Kooten
- Silver Metz

#### Tifoseria preferita
- Gio
- Marije Zuurveld
- Quinsding
- Stien Edlund

### Paesi Bassi

#### Celebrità preferita
- Bibi
- Britt Dekker
- Fource
- Rico Verhoeven

### Brasile

#### Artista preferito
- Maisa Silva
- João Guilherme
- Sophia Valverde
- Melim
- Vitor Kley

#### Tifoseria preferita
- #Uniters – Now United
- Larináticos – Larissa Manoela
- Luanetes – Luan Santana
- Passarinhos – Anavitória
- Maisaticos – Maisa Silva
- Joaoguináticas – João Guilherme

### Germania, Austria e Svizzera

#### Bambinone preferito
- Julien Bam
- Matthias Schweighöfer
- Deine Freunde
- Freshtorge

#### Cantante preferito
- Lena
- Nico Santos
- Mike Singer
- Lea
- Mark Forster
- Wincent Weiss

#### Calciatore preferito
- Thomas Müller
- Timo Werner
- Julian Brandt
- Matthias Ginter
- Luca Waldschmidt
- Suat Serdar

#### Canzone preferita
- Lena e Nico Santos – Better
- Tim Bendzko – Hoch
- Fargo – Gutes Gefühl
- LOTTE & Max Giesinger – Auf das, was noch kommt
- Mark Forster – 94 Länder
- Sarah Connor – Vincent

#### Cast preferito
- The Voice Kids – Coach
- Ostwind – Aris Ankunft
- Spotlight
- Kartoffelsalat 3 – Das Musical

#### Celebrità dei social media preferita
- Julia Beautx
- Julien Bam
- Rebekah Wing
- Freshtorge
- Dagi Bee
- Rezo

#### Celebrità dei social media preferita - La nuova generazione
- Dalia
- Leoobalys
- valliXpauline
- HeyMoritz
- Laura Sophie
- Lisa Küppers

#### Duo preferito
- HeyMoritz & HeyHorse
- Marcus & Martinus
- ViktoriaSarina
- Die Lochis

#### Podcast preferitoKids' Choice Award alla celebrità sportiva femminile preferita
- Hitzefrei! – Der Klima-Podcast für Kinder
- Kleine Fragen
- Radio TEDDY – Nachgefragt
- Schlaulicht

#### Squadra Nick preferita
- SpongeBob & Patrick (SpongeBob)
- Phoebe & Max Thunderman (I Thunderman)
- Greta & Rocco (Spotlight)
- Kid Danger & Captain Man (Henry Danger)
- Anika & Sal (Hunter Street)
- La famiglia Loud (A casa dei Loud)

### Grecia

#### Artista musicale preferito
- Eleni Foureira
- Antonis Remos
- Helena Paparizou
- Natasha Key
- Vangelis Kakouriotis

#### Gruppo musicale preferito
- Melisses
- AC Squared
- Alcatrash
- Deevibes

#### Influencer preferito
- Vaso Laskaraki
- Am.Konstantina
- Lambros Fisfis
- Unboxholics

### Medio Oriente e Nordafrica

#### Celebrità preferita
- Thunayyan Khalid
- Ahmed Al Nasheet
- Cynthia Samuel
- Hala Al Turk

### Polonia

#### Celebrità preferita
- Roksana Węgiel
- Viki Gabor
- AniKa Dąbrowska
- 4Dreamers
- Damian Kordas

#### Influencer preferito
- Kinga Sawczuk
- Antonina Flak
- Dominik Rupinski
- Lena Kociszewska

### Portogallo

#### Celebrità su Internet preferita
- Paulo Sousa
- Beatriz Frazão
- Bernardo Almeida
- Sara Carreira

### Romania

#### Celebrità preferita
- Andra
- Alina Eremia
- Gasca Zurli
- Irina Rimes

### Russia

#### Blogger creativo preferito
- Karina Karambaby
- Katie Westwood
- Humid Peach
- Jane Kravitz

#### Blogger musicale preferito
- Miša Smirnov
- Milana
- Artëm Kay
- Kirill Skrypnik

### Cantante preferito
- Cima Belaruskich
- Katja Aduškina
- Jony
- Open Kids

### Spagna

#### Artista preferito
- Naim Darrechi
- Alexity World
- Daniela Blasco Dancer

#### Influencer preferito
- Jose Julio
- Ángela Mármol
- Carlota Torres
- Natalia Jiménez

### Ungheria

#### Celebrità preferita
- Liu Shaolin e Liu Shaoang
- Puskás Peti
- Weisz Fanni
- Edina Kulcsár